# Józef Grzegorz Popiołek
Józef Grzegorz Popiołek (ur. 1704 w Krakowie, zm. 10 lipca 1758 tamże) – profesor, rektor i podkanclerzy Akademii Krakowskiej.

## Życiorys
Pochodził z krakowskiej rodziny mieszczańskiej. Studiował w Akademii Krakowskiej uzyskując stopień bakałarza w 1719 i w 1721 mistrza nauk wyzwolonych. W tym samym roku został wysłany na nauczyciela dialektyki, później poetyki i matematyki w Akademii Lubrańskiego do Poznania, gdzie od 1725 pełnił również obowiązki prefekta Seminarium Duchownego i profesora teologii moralnej. Do Krakowa powrócił z końcem 1729, 27 stycznia 1730 został przyjęty w poczet profesorów Kolegium Mniejszego, skąd 23 maja 1738 przeszedł do Kolegium Większego. W 1730 został prepozytem kościoła św. Wojciecha, zrzekł się tej funkcji uzyskując w 1738 kanonię kościoła św. Anny, w 1740 został kantorem w kolegiacie św. Floriana i proboszczem w Olkuszu.
Obowiązki profesorskie na zajmowanej od 1730 katedrze geometrii praktycznej łączył z działalnością mierniczego. W 1731 został  wybrany na dziekana Wydziału Filozoficznego, ponownie piastował ten urząd w 1738. Na sejmach w latach: 1731, 1740, 1750, 1756 był obrońcą i rzecznikiem interesów Akademii. Mianowany w 1738 profesorem królewskim rozpoczął studia na Wydziale Teologicznym, na który ostatecznie przeniósł się w 1743, uzyskując trzyletni urlop na wyjazd do Włoch. Nie wiadomo, gdzie odbywał za granicą studia teologiczne.
Do kraju wrócił już w 1745 przywożąc kolekcję cennych instrumentów astronomicznych zakupionych w Rzymie, Wenecji i Bolonii. Na Wydziale Teologicznym wykładał kolejno teologię moralną i polemiczną. Do końca życia żywo interesował się naukami matematycznymi, wszedł w skład komisji dla opracowania programu planowanej przez Andrzeja Stanisława Załuskiego katedry nauk matematycznych. 11 lipca 1752 został doktorem teologii. W zajmowanych przez siebie beneficjach okazywał wielką dbałość o stan budynków kościelnych. W Olkuszu zbudował kaplicę w dawnym mieszkaniu św. Jana Kantego, odbudował probostwo św. Floriana po pożarze 1755, ofiarował srebra dla kościoła św. Anny.
U schyłku życia dwukrotnie w latach 1757–1758 piastował urząd rektora, podkanclerzego i dziekana Wydziału Teologicznego Akademii Krakowskiej. Cieszył się dużym autorytetem w kołach uniwersyteckich, proszono go do roli mediatora i egzekutora testamentów. Pochowany został w kościele św. Floriana.